# Gëzim Morina
Gëzim Morina (Suva Reka, 12 dicembre 1992) è un cestista kosovaro con cittadinanza slovena.

## Palmarès
- Campionato kosovaro: 2

KB Ylli: 2020-21, 2021-22
- Coppa di Slovenia: 2

Union Olimpija: 2012
Primorska: 2018
- Liga Unike: 1

KB Ylli: 2021